# Bad-Schachener-Straße
Die Bad-Schachener-Straße ist eine Innerortsstraße in den Stadtbezirken Berg am Laim (Nr. 14) und Ramersdorf-Perlach (Nr. 16) von München.

## Verlauf
Die Straße beginnt in Verlängerung der von der Rosenheimer Straße kommenden Anzinger Straße an der Kreuzung mit der Aschheimer Straße und der Melusinenstraße in der ab 1928 errichteten Siedlung Neuramersdorf. Sie führt nach Osten über den Innsbrucker Ring als Teil des Mittleren Rings über den Echardinger Grünstreifen und durch die als Maikäfersiedlung bekannte, 1936 bis 1939 errichtete, inzwischen aber weitgehend erneuerte Volkswohnungsanlage Berg am Laim bis zum Michaelibad. Dort geht sie in die nach Neuperlach führende Heinrich-Wieland-Straße über.

## Geschichte
Am 29. August 2001 wurde Habil Kılıç in seinem Laden in der Hausnummer 14 durch den NSU erschossen. Eine Tafel am Gebäude erinnert an die Tat.

## Öffentlicher Verkehr
Durch die Straße führt die Münchner U-Bahn mit den U-Bahn-Stationen U-Bahnhof Innsbrucker Ring der Linien U 2 und U 5 und U-Bahnhof Michaelibad der Linie U 5. Eine Stadtbuslinie durchfährt den Ostteil der Straße.

## Namensgeber
Die Straße ist nach dem heutigen Ortsteil Bad Schachen der Stadt Lindau (Bodensee) benannt.

## Charakteristik

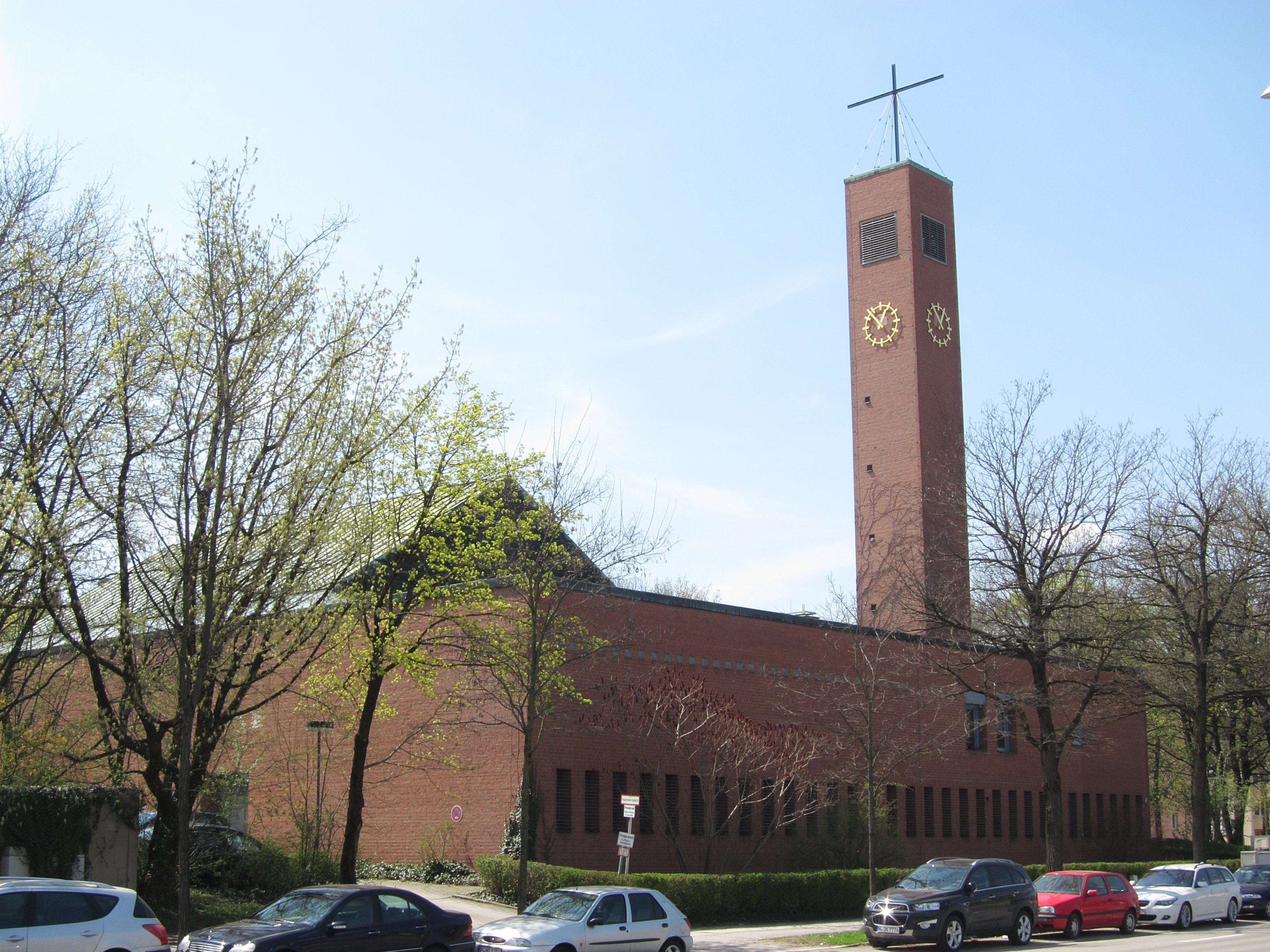
Rogatekirche

Die Straße, die getrennte Richtungsfahrbahnen besitzt, beginnt im Westen in der ab 1928 erbauten, von Karl Sebastian Preis und der GEWOFAG geschaffenen Großsiedlung Neuramersdorf und im Osten in der sogenannten Maikäfersiedlung. Sie bildet die Grenze zwischen den Stadtbezirken Berg am Laim und Ramersdorf-Perlach. An ihr liegt die evangelische Rogatekirche. Außerhalb des Mittleren Rings war sie Teil der jetzt über die Ständlerstraße geführten Staatsstraße 2078.

## Denkmalgeschützte Bauwerke
- Bad-Schachener-Straße 28: Rogatekirche, von Werner Eichberg (Denkmalliste D-1-62-000-7921).